# Річард Маєрс
Річард Боумен Маєрс (англ. Richard Bowman Myers; нар. 1 березня 1942, Канзас-Сіті, Міссурі) — американський воєначальник, генерал Повітряних сил США (1998), 15-й голова (2005—2007) та 5-й заступник голови Об'єднаного комітету начальників штабів США (2001—2005). Командувач Командування повітряно-космічної оборони Північної Америки, Космічного та Тихоокеанського командувань ПС США. Учасник війни у В'єтнамі.

## Біографія
Річард Боумен Майєрс народився 1 березня 1942 у місті Канзас-Сіті, в штаті Міссурі. У 1960 році закінчив Шауні місії північну вищу школу, в 1965 випустився з Канзаського державного університету зі ступеням бакалавра машинобудування. Згодом пройшов навчання на курсах підготовки офіцерів резерву Повітряних сил США (AFROTC). У 1977 році успішно завершив Обернський університет Монтгомері зі здобуттям освітнього ступеня майстра ділового адміністрування. Військову освіту підвищував у Командно-штабному коледжі ПС на авіабазі Максвелл та Воєнному коледжі армії США у Карлайль-Барракс, Пенсільванія. Також пройшов навчання у Гарвардському університеті за програмою вищого керівництва національної та міжнародної безпеки.
Військову службу розпочав у лавах Повітряних сил у 1965, пройшовши курси підготовки офіцерів резерву; з 1965 по 1966 навчався на пілота на авіаційній базі Венс в Оклахомі. Провів у небі більше за 4 100 льотних годин на літаках різного типу: T-33 «Шутінг Стар», C-37, C-21, F-4, F-15 «Ігл» та F-16 «Файтінг Фалкон», зокрема 600 годин на F-4.
Служив на різних командних та штабних посадах у Повітряних силах. У листопаді 1993 призначений командувачем Повітряних сил США в Японії та одночасно командувач 5-ї повітряної армії (авіабаза Йокота, Японія). З липня 1996 до липня 1997 помічник голови Об'єднаного комітету начальників штабів ЗС США. З липня 1997 до липня 1998 — командувач Тихоокеанського командування Повітряних сил країни, з дислокацією на авіабазі Гіккам, Гаваї. З серпня 1998 по лютий 2000 генерал Майєрс займав посаду Командувача Космічного Командування ЗС США та Командування повітряно-космічної оборони Північної Америки. З березня 2000 по вересень 2001 — віце-голова Об'єднаного комітету начальників штабів ЗС США в Пентагоні.
З 1 жовтня 2001 до 30 вересня 2005 року — Голова Об'єднаного комітету начальників штабів США, після чого пішов у відставку.